# Kazimierz Pochwalski
Kazimierz Teofil Pochwalski (sinh ngày 25 tháng 12 năm 1855 - mất ngày 7 tháng 11 năm 1940) là một họa sĩ người Ba Lan. Mặc dù thử sức ở nhiều thể loại, ông nổi tiếng nhất với thể loại tranh chân dung.

## Tiểu sử
Kazimierz Pochwalski sinh tại Kraków, trong một gia đình có nhiều thế hệ họa sĩ. Em trai ông là họa sĩ Władysław Pochwalski. Từ năm 1871 đến năm 1879, Kazimierz Pochwalski học tại Học viện Mỹ thuật Kraków và làm học trò của Jan Matejko. Trong giai đoạn 1879-1888, ông theo học tại Học viện Mỹ thuật, Munich. Sau đó, Kazimierz Pochwalski đi học ở Vienna và Paris. Tại Paris, ông bị ảnh hưởng phong cách của họa sĩ Léon Bonnat.

## Sự nghiệp
Kazimierz Pochwalski từng làm Giám đốc của Hội những người bạn Mỹ thuật Kraków và đi du lịch nhiều nơi, bao gồm Hy Lạp, Ý, Thổ Nhĩ Kỳ và Ai Cập.
Từ năm 1893 đến năm 1918, Kazimierz Pochwalski làm Giáo sư tại Học viện Mỹ thuật ở Vienna. Tại đây, ông vẽ nhiều tranh chân dung cho Triều đình Hoàng gia và cũng tham gia vào Cuộc ly khai Vienna.
Kazimierz Pochwalski trở lại Ba Lan vào năm 1919 và tiếp tục vẽ chân dung của nhiều nhân vật nổi bật, bao gồm Henryk Sienkiewicz, Leon Piniński, Agenor Maria Gołuchowski và Józef Ignacy Kraszewski.

## Triển lãm

Philip de László
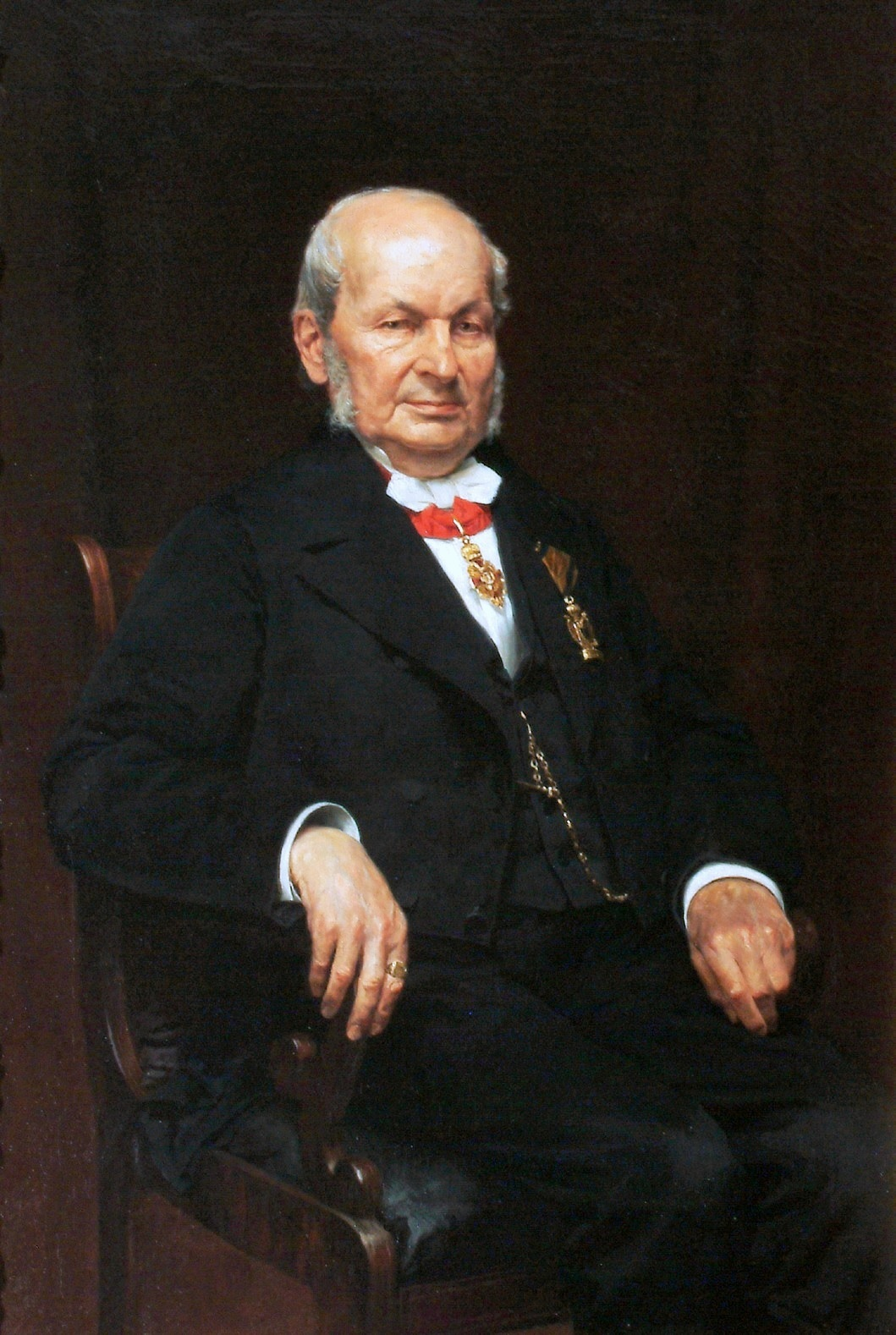
Józef Majer (Chủ tịch PAL), 1891
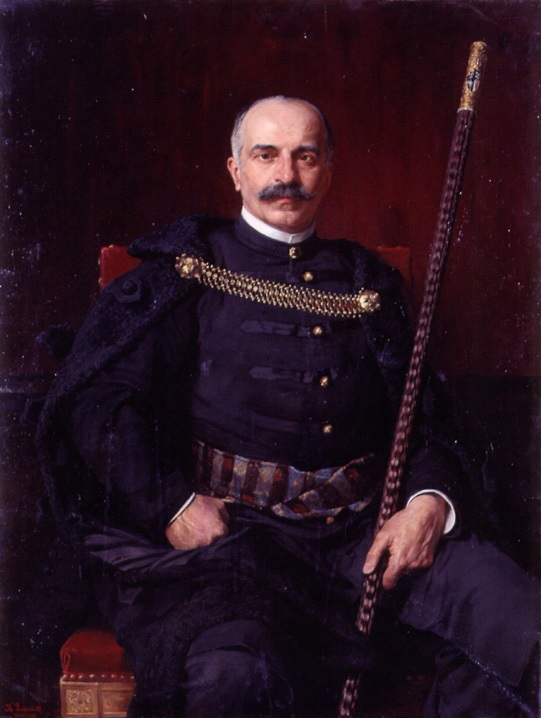
Eustachy Stanisław Sanguszko, 1896
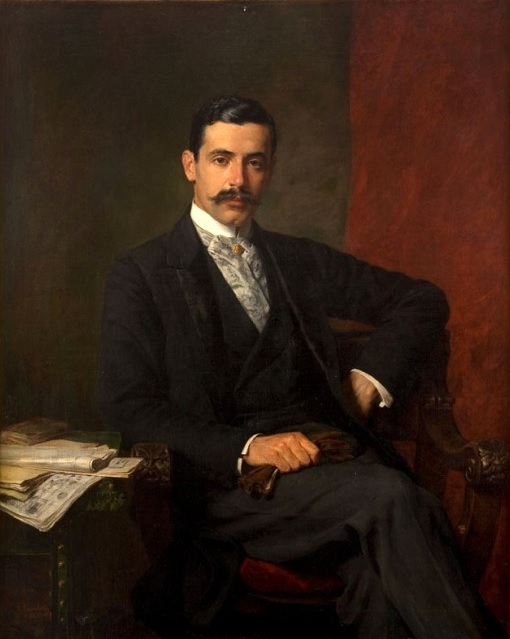
Hrabiego Tarnowskiego, 1898
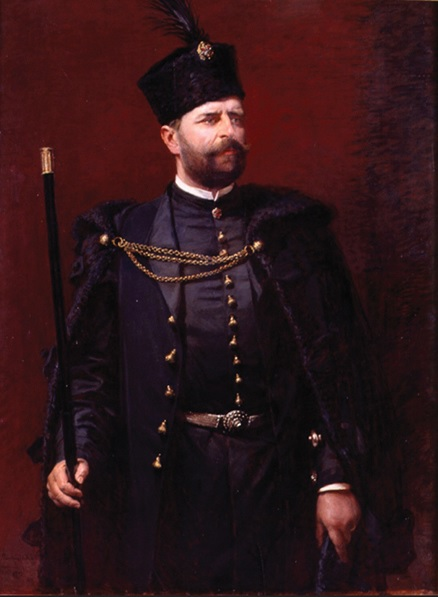
Andrzej Kazimierz Potocki, 1903
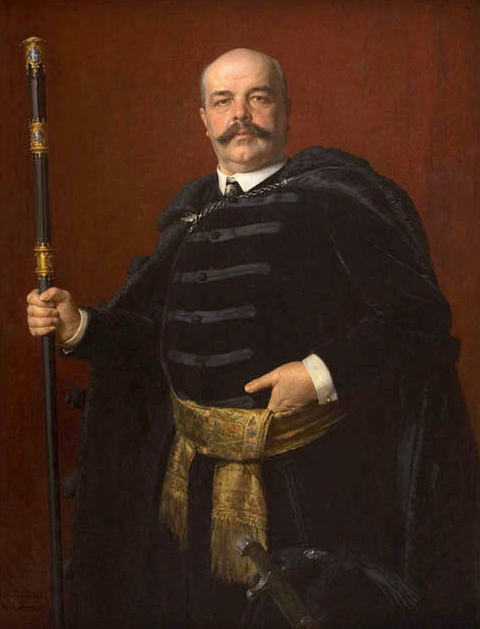
Stanisław Marcin Badeni, 1903
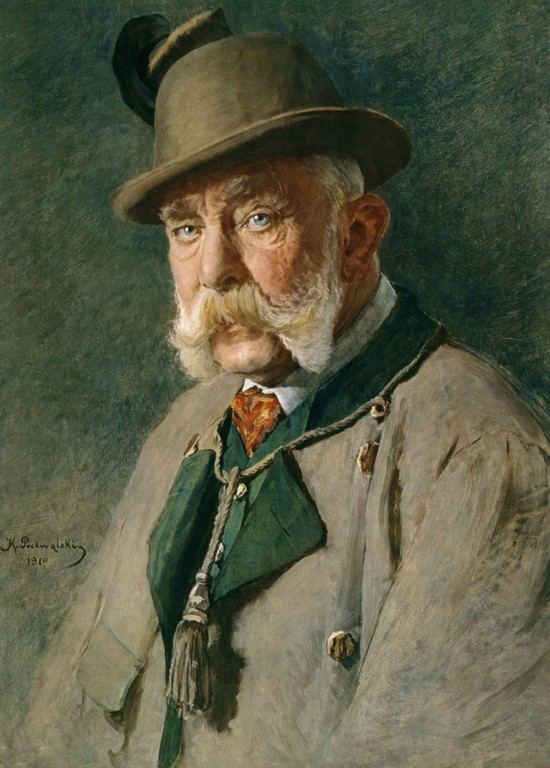
Hoàng đế Franz Joseph I của Áo, 1910
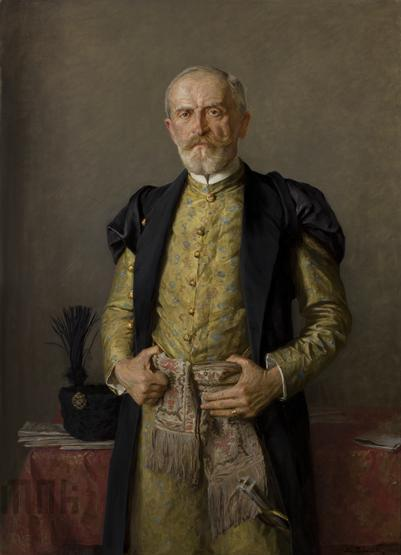
Stanisław Niezabitowski, 1928
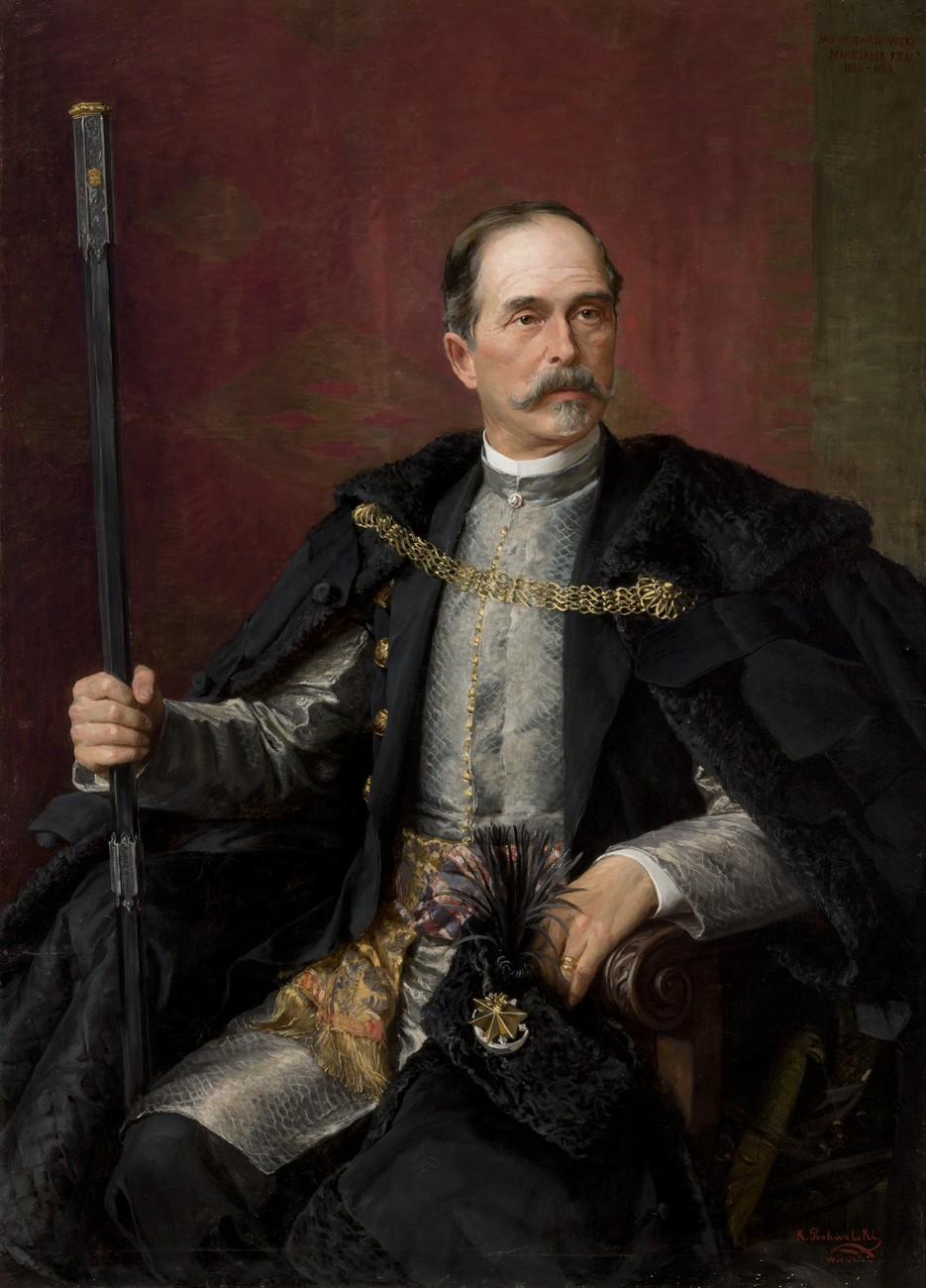
Jan Dzierżysław Tarnowski, 1940